# Gerd Wiik
Gerd Marie Wiik, född Rivedal 28 april 1921 i Rygge, död 2 maj 2005 i Oslo, var en norsk skådespelare.
Wiik verkade vid Oslo Nye Teater, Nationaltheatret, Det norske teatret, Det Åpne Teater och Riksteatret. Därutöver medverkade hon i filmerna Pastor Jarman kommer hjem (1958) och Mästertjuven (1970) samt flera TV-serier och TV-teateruppsättningar under 1960-, 1970- och 1980-talen.
Hon var gift med skådespelaren och teaterchefen Karl Eilert Wiik.

## Filmografi
- 1958 – Pastor Jarman kommer hjem
- 1965 – Raude roser åt meg
- 1966 – Nederlaget
- 1966 – Gisselet
- 1967 – Don Carlos
- 1970 – Selma Brøter
- 1970 – Mästertjuven
- 1972 – Yerma
- 1973 – När vi döda vaknar
- 1976 – Fleksnes fataliteter (TV-serie)
- 1976 – I Erika
- 1980 – Den som henger i en tråd (TV-serie)
- 1980 – Guro (TV-serie)